# Mistrzostwa Polski w koszykówce mężczyzn
Mistrzostwa Polski w koszykówce mężczyzn (oficjalny skrót MP) – rozgrywki koszykarskie, prowadzone cyklicznie - corocznie lub co sezonowo (na przełomie dwóch lat kalendarzowych) - mające na celu wyłonienie najlepszej męskiej drużyny w Polsce.
W latach 1928–1939 oraz 1946 i 1947 mistrza Polski wyłaniano systemem nieligowym. W sezonie 2019/2020 mistrza Polski wyłoniono po 22 kolejkach sezonu regularnego z powodu panującej pandemii COVID-19 w Polsce.

## Medaliści Mistrzostw Polski
| Rok                    | MP                                                         | Mistrz                                                     | Wicemistrz                                                 | III miejsce                                                |
| Mistrzostwa Polski     | Mistrzostwa Polski                                         | Mistrzostwa Polski                                         | Mistrzostwa Polski                                         | Mistrzostwa Polski                                         |
| ---------------------- | ---------------------------------------------------------- | ---------------------------------------------------------- | ---------------------------------------------------------- | ---------------------------------------------------------- |
| 1928                   | 1                                                          | Czarna Trzynastka Poznań                                   | Varsovia Warszawa                                          | Triumph Łódź                                               |
| 1929                   | 1                                                          | Cracovia                                                   | Polonia Warszawa                                           | Czarna Trzynastka Poznań                                   |
| 1930                   | 1                                                          | AZS Poznań                                                 | Cracovia                                                   | Polonia Warszawa                                           |
| 1931                   | 2                                                          | AZS Poznań                                                 | Polonia Warszawa                                           | Cracovia                                                   |
| 1932                   | 3                                                          | AZS Poznań                                                 | Polonia Warszawa                                           | Cracovia                                                   |
| 1933                   | 1                                                          | YMCA Kraków                                                | WKS Łódź                                                   | Polonia Warszawa                                           |
| 1934                   | 2                                                          | YMCA Kraków                                                | Polonia Warszawa                                           | Lech (KPW) Poznań                                          |
| 1935                   | 1                                                          | Lech (KPW) Poznań                                          | Polonia Warszawa                                           | Cracovia                                                   |
| 1936                   | Mistrzostw Polski nie rozegrano (reorganizacja rozgrywek). | Mistrzostw Polski nie rozegrano (reorganizacja rozgrywek). | Mistrzostw Polski nie rozegrano (reorganizacja rozgrywek). | Mistrzostw Polski nie rozegrano (reorganizacja rozgrywek). |
| 1937                   | 4                                                          | AZS Poznań                                                 | Lech (KPW) Poznań                                          | Cracovia                                                   |
| 1938                   | 2                                                          | Cracovia                                                   | AZS Poznań                                                 | Lech (KPW) Poznań                                          |
| 1939                   | 2                                                          | Lech (KPW) Poznań                                          | Polonia Warszawa                                           | AZS Lwów                                                   |
| 1940-45                | MP nie odbyły się                                          | MP nie odbyły się                                          | MP nie odbyły się                                          | MP nie odbyły się                                          |
| 1946                   | 3                                                          | Lech Poznań                                                | Cracovia                                                   | Warta Poznań                                               |
| 1947                   | 1                                                          | AZS Warszawa                                               | Wisła Kraków                                               | Lech Poznań                                                |
| I liga/Ekstraklasa     |                                                            |                                                            |                                                            |                                                            |
| 1948                   | 1                                                          | YMCA Łódź                                                  | Lech Poznań                                                | Warta Poznań                                               |
| 1949                   | 4                                                          | Lech Poznań                                                | YMCA Łódź                                                  | Społem Łódź                                                |
| 1950                   | 1                                                          | Społem Łódź                                                | Lech Poznań                                                | Spójnia Gdańsk                                             |
| 1951                   | 5                                                          | Lech Poznań                                                | Spójnia Gdańsk                                             | Społem Łódź                                                |
| 1952                   | 2                                                          | Społem Łódź                                                | Wisła Kraków                                               | Legia Warszawa                                             |
| 1953                   | 1                                                          | ŁKS Łódź                                                   | Legia Warszawa                                             | Warta Poznań                                               |
| 1954                   | 1                                                          | Wisła Kraków                                               | Polonia Warszawa                                           | Spójnia Gdańsk                                             |
| 1955                   | 6                                                          | Lech Poznań                                                | Legia Warszawa                                             | AZS Warszawa                                               |
| 1956                   | 1                                                          | Legia Warszawa                                             | Wisła Kraków                                               | Lech Poznań                                                |
| 1957                   | 2                                                          | Legia Warszawa                                             | Polonia Warszawa                                           | Wisła Kraków                                               |
| 1958                   | 7                                                          | Lech Poznań                                                | Legia Warszawa                                             | Wisła Kraków                                               |
| 1959                   | 1                                                          | Polonia Warszawa                                           | Wisła Kraków                                               | Lech Poznań                                                |
| 1960                   | 3                                                          | Legia Warszawa                                             | Polonia Warszawa                                           | Śląsk Wrocław                                              |
| 1961                   | 4                                                          | Legia Warszawa                                             | Lech Poznań                                                | Wisła Kraków                                               |
| 1962                   | 2                                                          | Wisła Kraków                                               | AZS Warszawa                                               | Legia Warszawa                                             |
| 1963                   | 5                                                          | Legia Warszawa                                             | Śląsk Wrocław                                              | Wisła Kraków                                               |
| 1964                   | 3                                                          | Wisła Kraków                                               | Śląsk Wrocław                                              | Wybrzeże Gdańsk                                            |
| 1965                   | 1                                                          | Śląsk Wrocław                                              | Wisła Kraków                                               | Start Lublin                                               |
| 1966                   | 6                                                          | Legia Warszawa                                             | Wisła Kraków                                               | Śląsk Wrocław                                              |
| 1967                   | 2                                                          | AZS Warszawa                                               | Wisła Kraków                                               | Śląsk Wrocław                                              |
| 1968                   | 4                                                          | Wisła Kraków                                               | Legia Warszawa                                             | Wybrzeże Gdańsk                                            |
| 1969                   | 7                                                          | Legia Warszawa                                             | Wisła Kraków                                               | Śląsk Wrocław                                              |
| 1970                   | 2                                                          | Śląsk Wrocław                                              | Wybrzeże Gdańsk                                            | Wisła Kraków                                               |
| 1971                   | 1                                                          | Wybrzeże Gdańsk                                            | Wisła Kraków                                               | Śląsk Wrocław                                              |
| 1972                   | 2                                                          | Wybrzeże Gdańsk                                            | Śląsk Wrocław                                              | Polonia Warszawa                                           |
| 1973                   | 3                                                          | Wybrzeże Gdańsk                                            | Resovia                                                    | Śląsk Wrocław                                              |
| 1974                   | 5                                                          | Wisła Kraków                                               | Resovia                                                    | Śląsk Wrocław                                              |
| 1975                   | 1                                                          | Resovia                                                    | Wisła Kraków                                               | Wybrzeże Gdańsk                                            |
| 1976                   | 6                                                          | Wisła Kraków                                               | Polonia Warszawa                                           | Resovia                                                    |
| 1977                   | 3                                                          | Śląsk Wrocław                                              | Wisła Kraków                                               | Resovia                                                    |
| 1978                   | 4                                                          | Wybrzeże Gdańsk                                            | Śląsk Wrocław                                              | ŁKS Łódź                                                   |
| 1979                   | 4                                                          | Śląsk Wrocław                                              | Resovia                                                    | Start Lublin                                               |
| 1980                   | 5                                                          | Śląsk Wrocław                                              | Wybrzeże Gdańsk                                            | Start Lublin                                               |
| 1981                   | 6                                                          | Śląsk Wrocław                                              | Górnik Wałbrzych                                           | Zagłębie Sosnowiec                                         |
| 1982                   | 1                                                          | Górnik Wałbrzych                                           | Lech Poznań                                                | Śląsk Wrocław                                              |
| 1983                   | 8                                                          | Lech Poznań                                                | Górnik Wałbrzych                                           | Gwardia Wrocław                                            |
| 1984                   | 9                                                          | Lech Poznań                                                | Wisła Kraków                                               | Zagłębie Sosnowiec                                         |
| 1985                   | 1                                                          | Zagłębie Sosnowiec                                         | Lech Poznań                                                | Śląsk Wrocław                                              |
| 1986                   | 2                                                          | Zagłębie Sosnowiec                                         | Górnik Wałbrzych                                           | Śląsk Wrocław                                              |
| 1987                   | 7                                                          | Śląsk Wrocław                                              | Gwardia Wrocław                                            | Lech Poznań                                                |
| 1988                   | 2                                                          | Górnik Wałbrzych                                           | Gwardia Wrocław                                            | Lech Poznań                                                |
| 1989                   | 10                                                         | Lech Poznań                                                | Śląsk Wrocław                                              | Zagłębie Sosnowiec                                         |
| 1990                   | 11                                                         | Lech Poznań                                                | Gwardia Wrocław                                            | Śląsk Wrocław                                              |
| 1991                   | 8                                                          | Śląsk Wrocław                                              | Lech Poznań                                                | Zagłębie Sosnowiec                                         |
| 1992                   | 9                                                          | Śląsk Wrocław                                              | Gwardia Wrocław                                            | Bobry Bytom                                                |
| 1993                   | 10                                                         | Śląsk Wrocław                                              | Anwil Włocławek                                            | Gwardia Wrocław                                            |
| 1994                   | 11                                                         | Śląsk Wrocław                                              | Anwil Włocławek                                            | Lech Poznań                                                |
| 1995                   | 1                                                          | Znicz Pruszków                                             | Polonia Przemyśl                                           | Anwil Włocławek                                            |
| 1996                   | 12                                                         | Śląsk Wrocław                                              | Bobry Bytom                                                | Polonia Przemyśl                                           |
| 1997                   | 2                                                          | Znicz Pruszków                                             | Spójnia Stargard                                           | Bobry Bytom                                                |
| Polska Liga Koszykówki |                                                            |                                                            |                                                            |                                                            |
| 1998                   | 13                                                         | Śląsk Wrocław                                              | Znicz Pruszków                                             | Bobry Bytom                                                |
| 1999                   | 14                                                         | Śląsk Wrocław                                              | Anwil Włocławek                                            | Bobry Bytom                                                |
| 2000                   | 15                                                         | Śląsk Wrocław                                              | Anwil Włocławek                                            | Znicz Pruszków                                             |
| 2001                   | 16                                                         | Śląsk Wrocław                                              | Anwil Włocławek                                            | Prokom Trefl Sopot                                         |
| 2002                   | 17                                                         | Śląsk Wrocław                                              | Prokom Trefl Sopot                                         | Stal Ostrów Wielkopolski                                   |
| 2003                   | 1                                                          | Anwil Włocławek                                            | Prokom Trefl Sopot                                         | Śląsk Wrocław                                              |
| 2004                   | 1                                                          | Prokom Trefl Sopot                                         | Śląsk Wrocław                                              | Polonia Warszawa                                           |
| 2005                   | 2                                                          | Prokom Trefl Sopot                                         | Anwil Włocławek                                            | Polonia Warszawa                                           |
| 2006                   | 3                                                          | Prokom Trefl Sopot                                         | Anwil Włocławek                                            | Czarni Słupsk                                              |
| 2007                   | 4                                                          | Prokom Trefl Sopot                                         | Turów Zgorzelec                                            | Śląsk Wrocław                                              |
| 2008                   | 5                                                          | Prokom Trefl Sopot                                         | Turów Zgorzelec                                            | Śląsk Wrocław                                              |
| 2009                   | 6                                                          | Asseco Prokom Sopot                                        | Turów Zgorzelec                                            | Anwil Włocławek                                            |
| 2010                   | 7                                                          | Asseco Gdynia                                              | Anwil Włocławek                                            | Polpharma Starogard Gdański                                |
| 2011                   | 8                                                          | Asseco Gdynia                                              | Turów Zgorzelec                                            | Czarni Słupsk                                              |
| 2012                   | 9                                                          | Asseco Gdynia                                              | Trefl Sopot                                                | Stelmet Zielona Góra                                       |
| 2013                   | 1                                                          | Stelmet Zielona Góra                                       | Turów Zgorzelec                                            | AZS Koszalin                                               |
| 2014                   | 1                                                          | Turów Zgorzelec                                            | Stelmet Zielona Góra                                       | Trefl Sopot                                                |
| 2015                   | 2                                                          | Stelmet Zielona Góra                                       | Turów Zgorzelec                                            | Czarni Słupsk                                              |
| 2016                   | 3                                                          | Stelmet Zielona Góra                                       | Rosa Radom                                                 | Czarni Słupsk                                              |
| 2017                   | 4                                                          | Stelmet Zielona Góra                                       | Polski Cukier Toruń                                        | BM Slam Stal Ostrów Wielkopolski                           |
| 2018                   | 2                                                          | Anwil Włocławek                                            | BM Slam Stal Ostrów Wielkopolski                           | Polski Cukier Toruń                                        |
| 2019                   | 3                                                          | Anwil Włocławek                                            | Polski Cukier Toruń                                        | Arka Gdynia                                                |
| 2020                   | 5                                                          | Stelmet Enea BC Zielona Góra                               | Start Lublin                                               | Anwil Włocławek                                            |
| 2021                   | 1                                                          | Agred BM Slam Stal Ostrów Wielkopolski                     | Enea Zastal BC Zielona Góra                                | Śląsk Wrocław                                              |
| 2022                   | 18                                                         | Śląsk Wrocław                                              | Legia Warszawa                                             | Anwil Włocławek                                            |
| 2023                   | 1                                                          | King Szczecin                                              | Śląsk Wrocław                                              | BM Stal Ostrów Wielkopolski                                |
| 2024                   | 6                                                          | Trefl Sopot                                                | King Szczecin                                              | Śląsk Wrocław                                              |
| 2025                   | 8                                                          | Legia Warszawa                                             | PGE Start Lublin                                           | Trefl Sopot                                                |

## Klasyfikacja medalowa
Stan aktualny na koniec rozgrywek 2024/25.